# Rena Niehaus
Rena Niehaus (* 18. Dezember 1954 in Oldenburg) ist ein deutsches Fotomodell und Schauspielerin.
Nach Anfängen als Model wirkte Niehaus in einigen italienischen Spielfilmen mit und wurde dafür u. a. 1978 mit dem „Globo D’oro“ als beste Nachwuchsschauspielerin für Oedipus Orca ausgezeichnet. Nach einem Nervenzusammenbruch kehrte sie 1978 nach Deutschland zurück, wo sie eine Lehre als Einzelhandelskauffrau abschloss. 1988 wagte sie ein kurzes Comeback, das sie nach der Geburt ihrer Tochter nicht fortsetzte.

## Filme
- 1975: Warum bellt Herr Bobikow? (Cuore di cane)
- 1975: I baroni
- 1976: La Orca - Gefangen, geschändet, erniedrigt (La Orca)
- 1976: Il maestro di violino
- 1976: Un amore targato Forlì
- 1977: Wilde Früchte (Oedipus Orca)
- 1977: Una Donna di seconda mano
- 1977: Die Wiege des Teufels (Nero veneziano)
- 1977: Voglia di donna
- 1979: Ciao cialtroni
- 1989: Arabella l'angelo nero
- 1991: Il ritmo del silenzio